# Una partita al massacro
Una partita al massacro (Hockey Homicide) è un film del 1945 diretto da Jack Kinney. È un cortometraggio animato della serie Goofy, prodotto dalla Walt Disney Productions, uscito negli Stati Uniti il 21 settembre 1945 e distribuito dalla RKO Radio Pictures. È stato distribuito anche come Partita al massacro.

## Trama
In un palazzo dello sport si tiene un incontro di hockey su ghiaccio, arbitrato da Kinney Gioco Pulito, tra le squadre Loose Leafs e Ant Eaters. I campioni delle due squadre, Bertino Ghiacciaia e Ferguson il Temerario, si picchiano violentemente poco prima dell'inizio della partita e Kinney li manda nel box di rigore. Quando la partita inizia i due centrocampisti colpiscono l'arbitro con i loro bastoni, dopodiché gli hockeisti cominciano a giocare in modo scorretto, senza che Kinney fischi falli, finché suona il segnale di fine del primo tempo. Quando la partita riprende gli hockeisti giocano ancora scorrettamente, finché gli Ant Eaters segnano un punto. Dopo altri falli non puniti, un giocatore colpisce l'arbitro e dalle sue tasche fuoriescono numerosi palei. I giocatori mandano allora in porta tutti i palei presenti sulla pista, mentre gli spettatori fanno a botte e invadono il campo di gioco. Infine, mentre il pubblico continua a fare a botte, i giocatori salgono sugli spalti per vedere la rissa.

## Distribuzione

### Edizioni home video

#### VHS
- Le vacanze di Pippo (giugno 1986)[1]

#### DVD
Il cortometraggio è incluso nel DVD Walt Disney Treasures: Pippo, la collezione completa.